# Anthurium amoenum
Anthurium amoenum Kunth & C.D.Bouché, 1848 è una pianta della famiglia delle Aracee, endemica dell'America meridionale.

## Tassonomia

### Varietà
- A. amoenum var. humile (Schott) Engl., 1898